# 穆迪島
穆迪島（英語：Moody Island）是南極洲的島嶼，位於瑪麗伯德地，處於凱澤島和斯蒂文頓島之間的蘇茲貝格灣，長19公里，美國地質調查局根據美國海軍拍攝的空中照片繪入地圖，現時由南極條約體系管理。